# Osservatorio di Visignano
| 9429 Poreč     | 14 marzo 1996    |
| 12123 Pazin    | 18 luglio 1999   |
| 12541 Makarska | 15 agosto 1998   |
| 12581 Rovinj   | 8 settembre 1999 |

L'osservatorio di Visignano (in croato Zvjezdarnica Višnjan) è un osservatorio astronomico croato situato presso l'omonima località istriana in Croazia, a 246,5 m s.l.m. Il suo codice  MPC  è  120 Visnjan.
La costruzione del primo osservatorio inizia nel 1977 in Visignano ad opera dell'Associazione Astronomica di Visignano e si conclude nel 1980 con il completamento della cupola. Sul finire del XX secolo l'osservatorio si dota di un nuovo e più potente telescopio. Agli inizi del XXI secolo il crescente inquinamento luminoso porta alla decisione di trasferire l'osservatorio sulla collina di Tićan tra Visignano e Caroiba.
L'osservatorio è accreditato dal Minor Planet Center per la scoperta di 109 asteroidi effettuate tra il 1996 e il 1999.
Presso l'osservatorio sono state compiute anche numerose scoperte di asteroidi accreditati ad altri astronomi per un totale di 1398 scoperte tra il 1995 e il 2001.

## Galleria d'immagini

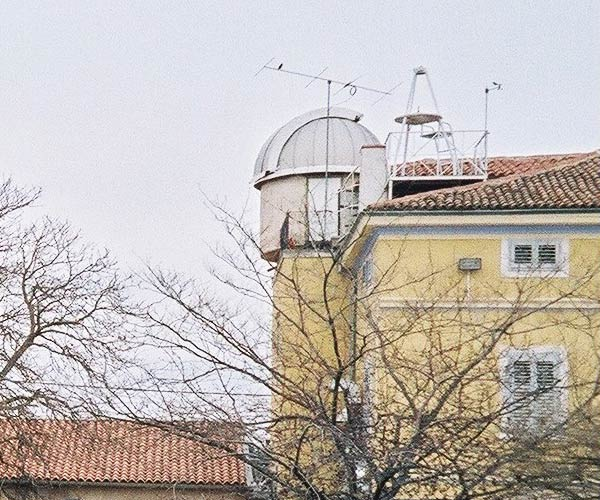
La prima sede dell'osservatorio in città.
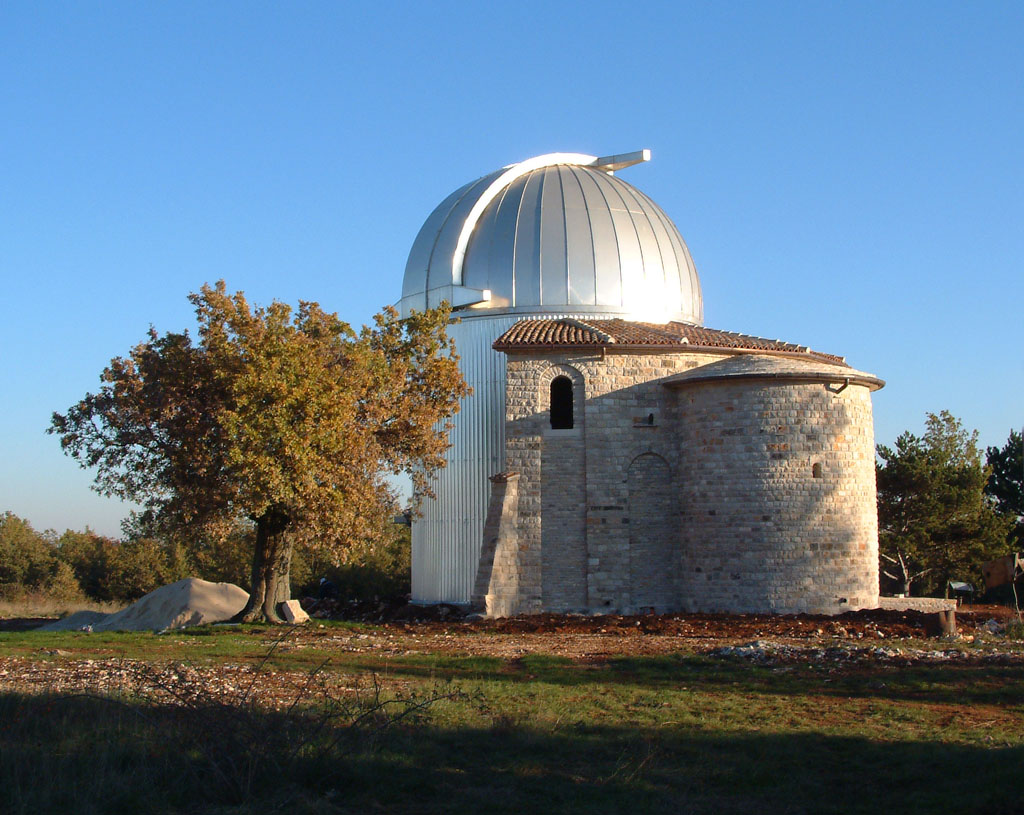
La nuova sede sulla collina di Tissano.